# Гольдштейн Михайло Наумович
Михайло Наумович Гольдштейн (нар. 13 жовтня 1910, Катеринослав, Російська імперія — 15 серпня 1993, Дніпропетровськ, Україна) — доктор технічних наук, професор Дніпропетровського інституту інженерів залізничного транспорту (ДІІТ), вчений-механік в галузі механіки ґрунтів, педагог вищої школи.

## Біографія
Народився 13 жовтня 1910 року в сім’ї лікарів в Катеринославі. Неповну середню освіту здобув у школі № 19, яку закінчив в 1924 році. Навчання продовжив в Дніпропетровському будівельному технікумі і в 1927 році здобув кваліфікацію техніка-будівельника.
Трудову діяльність розпочав на металургійному заводі імені Г. Петровського. Працював десятником, техніком, виконробом. Вступив на вечірній факультет Дніпропетровського будівельного інституту. В 1931 році здобув вищу освіту та кваліфікацію інженера-конструктора по залізобетону.
Працював на Всесоюзному ударному будівництві Вахшської іригаційної системи «Вахшстрой» в місті Курган-Тюбе Таджицької РСР. В 1933 році перейшов на роботу до Дніпропетровського відділення Центрального Українського науково-дослідного інституту споруд, де працював інженером, а згодом керівником відділу. Невдовзі перейшов до інституту «Промстойпроєкт» на посаду керівника бюро фундаментів. В тому ж 1933 році паралельно з виробничою діяльністю, за сумісництвом починає викладацьку роботу в Дніпропетровському інституті інженерів залізничного транспорту, де викладає курс «Механіка ґрунтів». Згодом керівництво інституту запропонувало Гольдштейну перейти на роботу в Центральний науково-дослідний інститут будівництва Міністерства шляхів сполучення СРСР у Москві.
З 1938 року працював старшим науковим співробітником, потім керівником лабораторії механіки ґрунтів під керівництвом члена-кореспондента АН СРСР М. М. Герсеванова та засновника радянської школи механіки ґрунтів та члена-кореспондент АН СРСР М. О. Цитовича — зачинателя механіки мерзлих ґрунтів.
В 1939 році Гольдштейн захищає кандидатську дисертацію на тему «Устойчивость свободних земляних откосов» та здобуває науковий ступінь кандидата технічних наук. В Москві викладає курс механіки ґрунтів в Московському інституті інженерів залізничного транспорту та в Московському вечірньому будівельному інституті. В 1946 році стає доктором технічних наук, захистивши дисертацію на тему «Деформации земляного полотна и оснований сооружений при промерзании и оттаивании».
В 1948 році приймає пропозицію ректора Дніпропетровського інституту інженерів залізничного транспорту, професора В. А. Лазаряна очолити кафедру «Основаній і фундаментів» і повертається до рідного міста.

## Науково-дослідницька діяльність
У 1933—1936 роках, вперше в СРСР, розробив методику проектування під фундаменти важкого прокатного обладнання та написав інструкцію по проектуванню, якою тривалий час користувалися всі проектні організації в СРСР. Особисто керував проектами з будівництва фундаментів для устаткування прокатних цехів Криворізького металургійного комбінату, комбінату «Запоріжсталь», заводу імені Карла Лібкнехта, фундаментів копрового цеху Златоустівського металургійного заводу.
Керував геотехнічними дослідженнями та організував контроль якості геотехнічних робіт на будівництві ряду ГЕС:
- Куйбишевська ГЕС — дослідження виявили можливість небезпечних деформацій греблі через помилкову організацію виконання робіт. На основі рекомендацій Гольдштейна були внесені важливі зміни в організацію будівництва та уточнення до проектної документації, що забезпечило стійкість та надійність споруди. Нагороджений орденом «Знак Пошани»;
- Каховської ГЕС;
- Кременчуцької ГЕС, по завершенню будівництва нагороджений орденом «Трудового Червоного Прапора»;
- Київської ГЕС.

Створив та керував геотехнічними станціями-лабораторіями на будівництві Волго-Донського каналу, Цимлянського гідровузла, каналу Дніпро — Донбас і Кубанського водосховища. Керував дослідженнями із забезпечення динамічної стійкості фундаментів атомних реакторів на атомних електростанціях УРСР. Під керівництвом Гольдштейна лабораторія механіки грунтів ДІІТ створила портативний ударно-хвильовий плотнометр для контролю якості земляних споруд БАМу.
Брав участь в розробці наукових основ будівництва в районах вічної мерзлоти. У 1958— 1981 роках виступав з доповідями та представляв науку на міжнародних конференціях з механіки ґрунтів. Має авторські свідоцтва та патенти.
За час своєї педагогічної діяльності виховав 30 кандидатів наук та 5 докторів наук. Опублікував понад 200 наукових праць (в тому числі 13 монографій), підручників, навчальних посібників, наукових статей тощо. Займався перекладом на російську мову монографій авторитетних спеціалістів в галузі механіки ґрунтів.

## Нагороди
- Орден «Трудового Червоного Прапора» (4 листопада 1961);
- Орден «Знак Пошани» (27 жовтня 1953);
- Медаль «За трудову відзнаку» (3 квітня 1943);
- Медаль «За доблесну працю у Великій Вітчизняній війні» (9 червня 1945);
- Знак «Почесний залізничник» (№ 294, 13 жовтня 1960).

## Вибрані публікації
1. Гольдштейн, М. Н. Устойчивость свободних земляних откосов : дис. … канд. техн. наук / Гольдштейн Михаил Наумович. – Москва, 1938.
2. Гольдштейн, М. Н. Деформации земляного полотна и оснований сооружений при промерзании и оттаивании : монография / М. Н. Гольдштейн. – Москва : Трансжелдориздат, 1948. – 212 с.
3. Гольдштейн, М. Н. Механика грунтов, основания и фундаменты : Учебник для вузов / М. Н. Гольдштейн, А. А. Царьков, И. И. Черкасов. – Москва : Транспорт, 1981. – 320 с. : табл., ил.
4. Гольдштейн, М. Н. Механические свойства грунтов. (Основные компоненты грунта и их взаимодействие) / М. Н. Гольдштейн. – М. : Стройиздат, 1973. – 375 с.
5. Гольдштейн, М. Н. Механические свойства грунтов: (Напряженно-деформативные и прочностные характеристики) / М. Н. Гольдштейн. – М. : Стройиздат, 1979. – 304 с. : ил. – Предм. указ.: с. 301-303
6. Гольдштейн, М. Н. Лабораторные работы по курсу инженерной геологии : Метод. указания по определению физических свойств грунтов / М.Н. Гольдштейн, В.В. Шугаев, А.М. Аронов. – Днепропетровск : [б. и.], 1979. – 27 с.
7. Гольдштейн, М. Н. Лабораторные работы по курсу механики грунтов, оснований и фундаментов. Ч. 1, Ч. 2. / М.Н. Гольдштейн, В.В. Шугаев, А.М. Аронов. – Днепропетровск : [б. и.], 1979.
8. Гольдштейн, М. Н. Методические указания к выполнению курсового проекта по основаниям и фундаментам для студентов фак. "МТ" и "С" / М.Н. Гольдштейн, А.М. Аронов. – Днепропетровск : [б. и.], 1982. – 34 с.
9. Гольдштейн, М. Н. Устойчивость оснований : Метод. указания по подготовке и проведению учебно-исслед. работ. Вып. 1 / М.Н. Гольдштейн. – Днепропетровск : [б. и.], 1974. – 30 с. Всесоюзный научно-исследовательский институт железнодорожного транспорта. Труды / Всесоюз. науч.-исслед. ин-т ж.-д. трансп. – М. : Трансжелдориздат. Вып. 16 : Гольдштейн М.Н. Деформации земляного полотна и оснований сооружений при промерзании и оттаивании. – 1948. – 210 с.
10. Гольдштейн, М. Н. Лекции по механике грунтов. Давление грунта на подпорные стены и устойчивость откосов : учеб. пособие / М. Н. Гольдштейн. – Днепропетровск : ДИИТ, 1958. – 36 с.
11. Гольдштейн, М. Н. Механические свойства грунтов / М. Н. Гольдштейн. – 2-е изд., перераб. – М. : Стройиздат, 1971. – 367 с.
12. Гольдштейн, М. Н. Расчеты осадок и прочности оснований зданий и сооружений / М. Н. Гольдштейн, С. Г. Кушнер, М. И. Шевченко. – К. : Будівельник, 1977. – 208 с.
13. Гольдштейн, М. Н. Сооружение земляного полотна в зимнее время / М. Н. Гольдштейн, В. Лукьянов. – М. : Трансжелдориздат, 1946. – 162 с.
14. Гольдштейн, М. Н. Теория развития и затухания оползневого процесса / М. Н. Гольдштейн, А. Я. Туровская. – Ереван : [б. и.], 1973. – 9 с. Современное состояние гидроаэродинамики вязкой жидкости. Обзор теорий и экспериментальных работ по вопросам пограничного слоя, турбулентного движения и движения в спутной струе : пер. с англ. Т. 1 / ред.: М. Н. Гольдштейн, Н. Я. Фабрикант. – М. : Гос. изд. иностр. лит., 1948. – 378 с.
15. Гольдштейн, М. Н. Основные физико-механические свойства грунтов и методы определения. Нормативная и расчетная прочность грунтов / М.Н. Гольдштейн, С.С Бабицкая // Справочник по земляному полотну эксплуатируемых железных дорог. – М., 1978. – С. 9-31, 36 – 40.
16. Гольдштейн, М. Н. Современные основы проектирования надежных дорожных насыпей / М.Н. Гольдштейн // Механика земляного полотна и оснований : Межвуз. сб. науч. тр. / ДИИТ. – Днепропетровск, 1986. – Вып. 248/33. – С. 4 – 13.
17. Гольдштейн, М. Н. Геотехника - новая инженерно-строительная специализация / М.Н. Гольдштейн, З.Ф. Тимофеева, В.М. Гольдштейн // Исследование устойчивости геотехнических сооружений : Межвуз. сб. науч. тр. / ДИИТ. – Днепропетровск, 1992. – Вып. 284. – С. 4 – 14.
18. Гольдштейн, М. Н. Сопротивление грунтов сдвигу / М. Н. Гольдштейн // Сборник научных трудов ДИИТа. – 1938. – Вып. 7. – С. 171 – 176.